# Janet Mead
Janet Mead (sinh ngày 15 tháng 8 năm 1937 - mất ngày 26 tháng 1 năm 2022) là một nữ tu người Úc thuộc dòng "Các Nữ tu Lòng Thương Xót" (Sisters of Mercy) của Giáo hội Công giáo. Bà nổi tiếng với việc thu âm phiên bản Pop rock bài hát "The Lord's Prayer" (Lời cầu nguyện của Chúa). Đây là bài hát nổi tiếng từng đạt ở vị trí thứ 3 trong bảng xếp hạng đĩa đơn của Úc (Kent Music Report) và vị trí thứ 4 trên bảng xếp hạng Billboard Hot 100 cùng trong năm 1974. Đĩa đơn đã mang về cho Janet Mead một đề cử Giải Grammy và Giải Âm nhạc Phúc âm của Úc (Australian Gospel Music Awards) vào năm 2004. Sản phẩm của Janet Mead đã bán được hơn một triệu rưỡi bản và được RIAA trao tặng đĩa vàng vào ngày 8 tháng 4 năm 1974. Janet Mead trở thành nữ tu thứ hai có đĩa thu đơn nằm trong Top 10 đồng thời cũng được nhận chứng nhận vàng tại Úc. Sơ Janet Mead được biết đến như là người đi tiên phong trong việc sử dụng nhạc rock đương đại trong Thánh lễ Công giáo và cho các chương trình phát thanh hàng tuần của bà. Theo Vatican News, nữ tu Janet Mead được cho là nhạc sĩ Công giáo thành công nhất mọi thời đại dù bản hit của bà đã có cách đây 50 năm. Janet Mead từng dạy môn âm nhạc tại Đại học St Aloysius, Adelaide, tại đây bà đã quay video âm nhạc "The Lord's Prayer".

## Cuộc đời
Janet Mead sinh ngày 15 tháng 8 năm 1937 tại Adelaide. Năm 17 tuổi, bà thành lập một ban nhạc có tên gọi đơn giản là The Rock Band để phục vụ âm nhạc cho các thánh lễ hàng tuần tại nhà thờ xứ nơi bà trú ngụ. Janet Mead học piano tại Adelaide Conservatorium trước khi gia nhập dòng Sisters of Mercy và trở thành giáo viên dạy nhạc tại hai trường Công giáo tại địa phương. Bà tạo ra khái niệm "Thánh lễ Rock" vào đầu những năm 1970, với mong muốn làm cho Thánh lễ trở nên thú vị và dễ tiếp cận hơn đối với học sinh của mình. Đây là nguyên nhân dẫn đến sự thành công của "Thánh lễ Rock" do Janet Mead đã tổ chức tại Nhà thờ St Francis Xavier, Adelaide.
Janet Mead bắt đầu thu âm chuyên nghiệp âm nhạc của mình cho các trường học và nhà thờ vào năm 1973. Cuối năm đó, bà đến Sydney để thu âm với Festival Records do Martin Erdman sản xuất. Festival yêu cầu bà thu âm bản cover bài hát Donovan "Brother Sun, Sister Moon" từng được viết cho nhạc phim của bộ phim cùng tên của Franco Zeffirelli, nhưng Martin Erdman muốn thu âm một bản phối rock "Lời cầu nguyện của Chúa" và nhờ đó một tác phẩm nổi tiếng được yêu thích đã ra đời. Đĩa đơn rất thành công của Janet Mead đã đưa bà trở thành người Úc đầu tiên đạt kỷ lục bán một triệu bản tại Hoa Kỳ và đã giành được giải thưởng đĩa vàng cho Mead và Martin. Mead tặng phần tiền bản quyền của bà để làm từ thiện trong khi Festival Records sử dụng phần tiền thu được để đầu tư thêm cho phòng thu của họ. Thành công của đĩa đơn dẫn đến việc thu âm thêm album With You I Am để album này đạt vị trí thứ 19 vào tháng 7 năm 1974.  Album thứ hai của bà mang tên "A Rock Mass" cũng được công chúng đón nhận với nhiều yêu thích.
Janet Mead đã có một thời gian khước từ các lời mời biểu diễn âm nhạc nhạc dù bà rất được giới truyền thông quan tâm. Bà cho rằng sự thành công của các album đã khiến bà có một "khoảng thời gian kinh hoàng" vì thành công cũng mang lại nhiều áp lực khiến bà đã có lúc đặt lung lay trong niềm tin tôn giáo mà mình đang dấn thân. Album thứ ba của Janet Mead, được thu âm vào năm 1983, nhưng sau đó đã được cất giữ trong nhà kho của Festival sau khi Mead quyết định rút lui và tránh xa công chúng. Các đoạn băng sau đó được Martin Erdman tìm lại, trong đó ngoài một số bản nhạc có cả một phiên bản mới của "The Lord's Prayer". Tất cả các tác phẩm sau đó đã được tập hợp lại để trở thành album A Time To Sing phát hành rất ăn khách vài năm 1999.
Năm 1990, bà ra đĩa: A day will come, được sản xuất chung với nhóm Công giáo bảo thủ của Cộng đồng Romero.  Tháng 10 năm 2001, Janet Mead chỉ đạo sản xuất, phối hợp cùng với Công ty Romero tại Melbourne Trades Hall Auditorium để ra một album chuyển thể đầy sáng tạo từ cuốn Những người khốn khổ của Victor Hugo.
Năm 2004, Mead nhận được Giải thưởng Phúc âm vàng của Yamaha (Yamaha Golden Gospel Award) vì những đóng góp của bà đối với âm nhạc Cơ đốc giáo của Úc. Phần thưởng này được trao tại Giải thưởng Âm nhạc Phúc âm Úc (Australian Gospel Music Awards) ở Canberra. Martin Erdman cũng đồng thời nhận được Giải thưởng Phúc âm vàng của Yamaha đồng thời cũng đã giới thiệu bộ phim truyện ngắn mang tên: Sister Janet Mead với công chúng. 
Cũng trong năm 2004, Mead được vinh danh là "South Australian of the Year" vì sự chăm sóc tận tình của bà đối với những người vô gia cư.
Sơ Janet Mead qua đời vì bệnh ung thư ở Adelaide vào ngày 26 tháng 1 năm 2022, hưởng thọ 84 tuổi.

### Albums
| Tên tác phẩm                               | Chi tiết                                                                               | Vị trí |
| Tên tác phẩm                               | Chi tiết                                                                               | AUS    |
| ------------------------------------------ | -------------------------------------------------------------------------------------- | ------ |
| With You I Am                              | - Phát hành: tháng 6 năm 1974 - Định dạng: LP album - Nhãn: Festival Records (L 35148) | 34     |
| A Rock Mass: But I Am Smaller Than My Song | - Phát hành: năm 1975 - Định dạng: LP - Nhãn: Festival Records (L 35552)               | -      |
| Brand New World                            | - Phát hành: Năm 1983 - Định dạng: LP, Cassette - Nhãn: K-Tel (NA648)                  | 46     |
| A Time to Sing                             | - Phát hành: Năm 1999 - Định dạng: CD - Nhãn: du Monde                                 | -      |

### Ca sĩ
| Năm  | Tên                        | Vị trí | Vị trí | Vị trí | Thành tích             | Album         |
| Năm  | Tên                        | AUS    | CAN    | CAN AC | Thành tích             | Album         |
| ---- | -------------------------- | ------ | ------ | ------ | ---------------------- | ------------- |
| 1973 | The Lord's Prayer          | 3      | 3      | 1      | - AUS: Gold - US: Gold | With You I Am |
| 1974 | "The Earth Is Filled "     | -      | -      | -      |                        | With You I Am |
| 1974 | "Take My Hand"             | -      | -      | -      |                        | With You I Am |
| 1974 | "Hold On" / "Gloria"       | -      | -      | -      |                        | With You I Am |
| 1975 | "I Will Raise Him Up "     | -      | -      | -      |                        |               |
| 1982 | "The Lord Is My Shepherd " | -      | -      | -      |                        |               |